# Res nullius
Res nullius là một thuật ngữ tiếng Latinh có nguồn gốc từ luật La Mã, trong đó res (khách thể trong ngữ cảnh pháp lý, là bất kỳ vật gì có thể được sở hữu, kể cả nô lệ, nhưng không phải là các chủ thể trong luật, chẳng hạn như các công dân) mà vẫn chưa thuộc chủ quyền của bất kỳ chủ thể cụ thể nào đó. Những vật thể như thế được coi là tài sản vô chủ và thông thường có thể được sở hữu một cách tự do. Trong các tài liệu pháp lý bằng tiếng Việt hiện nay, nó được gọi là vật vô chủ. 
Các ví dụ về res nullius trong lĩnh vực kinh tế-xã hội có thể kể đến là động vật hoang dã (không dưới sự bảo hộ của một chủ thể nào) hay các tài sản đã bị từ bỏ. Việc tìm thấy chúng cũng có thể có nghĩa là sự chiếm đoạt lấy (nghĩa là thu được quyền sở hữu), do một vật đã bị thất lạc hoàn toàn hay đã bị từ bỏ là res nullius, và vì thế, nó thuộc về người đầu tiên chiếm giữ nó một cách hợp pháp. Một pháp chế cụ thể nào đó có thể được thực thi, chẳng hạn đối với những vật do sóng biển đánh giạt vào bờ.

## Lĩnh vực
Trong hệ thống thông luật, chẳng hạn trong luật săn bắn hay luật về rừng của Anh, đã chỉ ra những động vật như thế nào thì được coi là res nullius và khi nào thì chúng trở thành tài sản của một người nào đó. Các động vật hoang dã được coi là vô chủ (res nullius), và không bị coi là đối tượng của sở hữu cá nhân cho đến khi chúng bị đổi sang trang thái bị sở hữu bằng cách bị bắt hay giết. Một con chim trong tay là con chim bị sở hữu nhưng con chim trong bụi cây thì không phải như vậy hay những con ong sẽ không trở thành tài sản cá nhân cho đến khi chúng chui vào tổ ong.
Res nullius có ứng dụng trong công pháp quốc tế, cụ thể là trong cái gọi là terra nullius (đất vô chủ), trong đó một quốc gia có thể xác nhận quyền kiểm soát của một lãnh thổ chưa thuộc chủ quyền của ai và thu được quyền kiểm soát nó khi một hay nhiều công dân của quốc gia này (thông thường thông qua thám hiểm hay các cuộc viễn chinh quân sự) đặt chân vào lãnh thổ này.
Nguyên lý terra nullius đã từng là sự biện minh cho quá trình thực dân hóa nhiều vùng trên thế giới, chẳng hạn như trong quá trình "phân chia" châu Phi của các cường quốc châu Âu (xem Tranh giành châu Phi). Nó là ý niệm chung thậm chí ngay cả khi tại đó có thể đã có những người dân bản địa cư trú trong cái gọi là vùng đất "mới phát hiện ra", nó là quyền của những người "văn minh hơn" chiếm lấy đất và đặt nó vào "sử dụng tốt hơn".